# Keri Wong
Keri Wong (* 25. Dezember 1989) ist eine ehemalige US-amerikanische Tennisspielerin.

## Karriere
Keri Wong spielt vor allem Turniere auf dem ITF Women’s Circuit, bei denen sie bislang sieben Doppeltitel gewinnen konnte. Der größte Erfolg im Einzel gelang ihr im Juni 2015 mit dem Einzug ins Achtelfinale beim $25.000-Turnier in Baton Rouge. Ihre bislang besten Weltranglistenpositionen erreichte sie im Einzel mit Platz 866 im April 2017 und Platz 156 im Doppel im April 2014.
Ihr bislang letztes internationale Turnier spielte Wong im Juni 2017. Sie wird daher nicht mehr in der Weltrangliste geführt.

## Turniersiege

### Doppel
| Nr. | Datum              | Turnier            | Kategorie   | Belag     | Partnerin                    | Finalgegnerinnen                 | Ergebnis         |
| --- | ------------------ | ------------------ | ----------- | --------- | ---------------------------- | -------------------------------- | ---------------- |
| 1.  | 3. Mai 2013        | Caracas            | ITF $25.000 | Hartplatz | María Fernanda Álvarez Terán | Naomi Totka Karina Venditti      | 6:1, 6:2         |
| 2.  | 19. Mai 2013       | Landisville        | ITF $10.000 | Hartplatz | María Fernanda Álvarez Terán | Brooke Austin Brooke Rischbieth  | 2:6, 6:4, [10:5] |
| 3.  | 9. Juni 2013       | Las Cruces         | ITF $25.000 | Hartplatz | María Fernanda Álvarez Terán | Anamika Bhargava Mayo Hibi       | 6:2, 6:2         |
| 4.  | 12. April 2014     | Pelham             | ITF $25.000 | Sand      | Danielle Lao                 | Dia Ewtimowa Ilona Kremen        | 1:6, 6:4, [10:7] |
| 5.  | 27. September 2014 | Amelia Island      | ITF $10.000 | Sand      | Maria Fernanda Alves         | Sophie Chang Andie K. Daniell    | 7:66, 7:64       |
| 6.  | 4. Oktober 2014    | Hilton Head Island | ITF $10.000 | Sand      | Maria Fernanda Alves         | Emily J. Harman Madeleine Kobelt | 6:1, 7:65        |
| 7.  | 24. Oktober 2015   | Florence           | ITF $25.000 | Hartplatz | Ema Burgić Bucko             | Diāna Marcinkēviča Chiara Scholl | 7:66, 6:1        |